# Ian Kahn
Ian Kahn (Manhattan (New York), 21 april 1972) is een Amerikaans acteur.

## Biografie
Kahn werd geboren in de borough Manhattan van New York in een gezin van drie kinderen. Hij doorliep de high school aan de Fieldston High School in The Bronx. Hierna ging hij studeren aan de Skidmore College in Saratoga Springs (New York).

## Filmografie

### Films
Uitgezonderd korte films.
- 2023: The Magnificent Meyersons - als Roland Meyerson
- 2013: Rita - als Mark
- 2010: Secrets in the Walls – als Marty
- 2010: William Vincent – als man met vlinderdas
- 2009: The Box – als Vick Brenner
- 2007: Day Zero – als liberale man op feest
- 2007: Reinventing the Wheelers – als Peter Hudgins
- 2006: In Men We Trust – als Everett
- 2005: Brooklyn Lobster – als Justin Wallace
- 2003: Welcome to the Neighborhood – als Jerry

### Televisieseries
Uitgezonderd eenmalige gastrollen.
- 2014-2017 TURN - als generaal George Washington - 33 afl.
- 2017: Billions - als Fred Reyes - 2 afl.
- 2017: Homeland - als Roger - 2 afl.
- 2014-2015: Shameless - als Jason - 2 afl.
- 2009: The Unusuals – als Davis Nixon – 5 afl.
- 2007: As the World Turns – als Eliot Gerard – 4 afl.
- 2001-2002: Dawson's Creek – als Danny Brecher – 9 afl.
- 2000-2001: Bull – als Marty Decker – 20 afl.

- Library of Congress Control Number: no2010009523
- Virtual International Authority File: 106892196
- WorldCat: E39PBJfcTCrFxvHRXFXMK69JjC